# George Douglas Howard Cole
(G. D. H. Cole)
George Douglas Howard Cole (Cambridge, 25 settembre 1889 – Londra, 14 gennaio 1959) è stato un economista, politologo, storico, attivista sociale e scrittore britannico.
Durante tutta la sua vita si impegnò per le questioni sociali che colpivano il suo Paese e non solo, facendo parte di diversi movimenti politici e sociali presenti nel Regno Unito. Cole era un socialista libertario, fautore del socialismo gildista, oltreché membro della Fabian Society e, in seguito, politico del neo-costituitosi Partito Laburista.

## Biografia
Nacque a Hills Avenue, all'estrema periferia di Cambridge; la madre era Jessie Knowles e il padre era George Cole, un gioielliere che dopo la nascita del figlio si trasferì con tutta la famiglia a Ealing, un quartiere ad ovest di Londra iniziando la carriera di geometra.
Ha iniziato i suoi studi nel 1902 alla scuola statale di St. Paul, dove è stato influenzato dalle ideologie politico-sociali dei suoi maestri, come per esempio Frederick William Walker, V.M. Coutts-Trotter e Leonard Woolf. Alla St. Paul veniva visto come uno dei migliori studenti quindi G. D. H. Cole ottenne una borsa di studio per entrare al Balliol College di Oxford, dove studiò storia e filosofia con lo storico Arthur Lionel Smith.
Durante gli anni universitari entrò a far parte della Fabian Society.
La sua attività all'interno di questa società e le sue idee innovative lo resero noto ai maggiori esponenti che vi militavano. Alcuni componenti apprezzavano le sue idee rivoluzionare all'interno dell'associazione, ma altri lo criticavano fortemente, come per esempio Beatrice Webb, che diceva di lui: “Mi capita spesso di pensare sul futuro di George Douglas Cole, mi interessa il notevole impegno che mostra nelle sue attività…ma gli manca l'umorismo e la bontà… e soprattutto ha l'assurda abitudine di escludere tutte le persone che non gli sono convenienti.”
In questi anni accademici Cole entrò in contatto, e successivamente divenne il capo, di un movimento noto come Guild Socialism, ideato e fondato nel 1906 da Arthur J. Penty.
Il Guild Socialism era un movimento che sosteneva il controllo delle industrie da parte degli operai attraverso le corporazioni.
Cole rimase più di dodici anni all'interno del movimento e infatti questo divenne in quegli anni uno dei suoi più grandi impegni e pensieri. Tra i suoi sostenitori Cole non fu l'unico proveniente dal Balliol College, infatti vi erano anche William Mellor, JA Hobson, Frank Horrabin, George Douglas Cole Wilfred Wellock, R. H. Tawney, Leonard Hobhouse e Samuel Hobson.
Proprio in questo periodo, più precisamente nel 1913, Cole pubblica la sua prima opera, The world of labour, dove descrive il mondo del lavoro ed esprime al meglio il carattere e le intenzioni che fece poi proprie il movimento del Guild Socialism. Successivamente, nel 1917 scrisse un altro libro che si occupava ancora una volta delle condizioni del mondo del lavoro, Self-Government in Industry.
Durante la prima guerra mondiale Cole si impegnò in movimenti a favore della pace, e proprio durante questa fase politica della sua vita conobbe Margaret Postgate.
Cole e Margaret si sposarono a metà del mese di agosto del 1918, nello stesso luogo dove anni prima si erano sposati Sidney e Beatrice Webb. Durante la primavera del 1925 i coniugi Cole si trasferirono ad Oxford, dove Margaret lavorò prima come insegnante di corsi serali e poi come impiegata part-time per il dipartimento di ricerca del lavoro, e dove Cole iniziò a scrivere per il Manchester Guardian.
Nel febbraio 1921 nacque la loro prima figlia Janet Elizabeth Margaret, e successivamente, nell'ottobre 1922, la seconda, Anne Rachel. Non solo la coppia era unita nella vita, ma anche nelle lotte sociali a favore degli operai, come dimostra il fatto che nel 1926 si occuparono insieme del sostegno ai minatori inglesi durante i loro scioperi generali; erano inoltre uniti anche per quanto riguarda la scrittura: infatti insieme scrissero romanzi polizieschi come Death of a Millionaire , pubblicato nel 1950 e The Murder at Crome House, pubblicato nel 1976.
Dopo la pubblicazione di altri libri di stampo politico-economico, tra cui Guild socialism restated del 1920, e di alcune biografie come quelle di William Cobbett del 1925 e di Robert Owen del 1925, venne assegnata a Cole la cattedra di economia presso la University College di Oxford.
Cole divenne un forte critico di Ramsay MacDonald, il primo ministro britannico, infatti dopo la sua elezione che avvenne nel 1931, che lo vedeva a capo di una coalizione di unità nazionale, Cole scrisse: "Siamo stati schiacciati, senza dubbio ... Ma nonostante questo la sensazione predominante nella mia mente, e nella mente della maggior parte di coloro che incontro, non è depressione, ma è esaltazione.", frase che indica la sua disapprovazione per Ramsay MacDonald, ma che allo stesso tempo indica una volontà di continuare a battersi contro le sue idee.
Nonostante questo, all'inizio della carriera politica di Ramsay MacDonald, prima delle elezioni del 1931, Cole era un suo grande ammiratore e sostenitore, in quanto MacDonald aveva dapprima fatto parte del Partito Laburista Indipendente e poi divenne uno dei fondatori del Partito Laburista Inglese.
Nel 1931 Cole organizzò la “Society for Socialist Inquiry and Propaganda” (cioè la Società per l'inchiesta socialista e la propaganda), che venne poi ribattezzata come “lega socialista”, fondata sempre su stampo della “Fabian Society”.
Nel 1944 a Cole venne data la prima carica di professore di teoria sociale e politica all'Università di Oxford (cattedra che vedrà dopo di lui Isaiah Berlin nel 1957).
Nell'estate 1930, durante una vacanza con la moglie a Dorset, Cole svenne mentre si trovava con Margaret in un pub, questo fu il primissimo campanello di allarme che qualcosa nella salute di Cole non funzionava.
Infatti nel giugno del 1931, mentre il mondo veniva a conoscenza della crisi del 1929, a Cole venne diagnosticata una grave forma di diabete. Dal 1952 in poi, la sua salute cominciò a peggiorare sensibilmente, fino al 14 gennaio del 1959, quando, dopo un ricovero in ospedale morì alle prime ore del mattino.

## Il pensiero
Cole, fin da quando iniziò gli studi al Balliol College di Oxford, si interessò alle problematiche politiche e sociali. Il suo pensiero politico che si basava principalmente sulla trasformazione della società britannica del tempo in una società prettamente socialista basata sull'autogestione dei lavoratori delle industrie.
Sempre durante gli anni universitari, si fece notare per il suo carattere combattivo e diretto e proprio grazie al suo carattere e al suo interesse politico-sociale si accostò alla Fabian Society, società in cui entrò per grande volere di Sidney Webb, appoggiando le sue idee.
Successivamente Cole divenne uno dei più grandi sostenitori delle idee del Guild Socialism, un'ideologia che poneva un'alternativa socialista-libertaria dell'economia e della politica interna attuata a quell'epoca dall'Inghilterra.
Cole stesso dichiarò che le sue idee socialiste si erano sviluppate durante gli anni alla Belliol Collage e anche grazie alla lettura di alcuni romanzi, tra cui il romanzo utopico di William Morris, News from Nowhere, pubblicato nel 1890.
Queste sue dichiarazioni non rimasero nascoste, ma anzi vennero rese note al grande pubblico grazie ad alcuni articoli da lui scritti e pubblicati, prima nel giornale “The New Age” e poi nelle pagine del settimanale “The New Statesman” (fondato da Sidney Webb e George Bernard Shaw).

## Fabian Society
La Fabian Society era un movimento, basato su un'ideologia socialista, fondato nel 1883 a Londra da Thomas Davison (filosofo scozzese), che aveva come obiettivo la creazione di uno Stato democratico socialista in Gran Bretagna attraverso una visione evolutiva e progressista del socialismo.
I suoi primi membri più celebri furono George Bernard Shaw, Sidney Webb, Annie Besant, Edward Pease, Harold Laski e Graham Wallas. Inizialmente i primi componenti provenivano tutti da diversi movimenti politici, ma erano comunque uniti dal desiderio comune di veder attuate delle riforme sociali per il loro paese, anche se non avevano ancora delineato un vero e proprio programma e non avevano quindi ben chiaro come conseguirle.
Successivamente al movimento della Fabian Society aderì anche la moglie di Sidney Webb, Beatrice Webb. Più tardi i due coniugi Webb divennero i più importanti (e i più attivi) membri del movimento.
Il primo e anche il più noto trattato della Fabian Society venne pubblicato nel 1889 a cura di Georg Bernard Shaw, e si intitolava Fabian Essays in Socialism, che fu ripreso da Richard H.S. Crossman nel 1952 per scrivere New Fabian Essays.
Durante gli anni universitari, G. D. H. Cole venne a contatto con Beatrice Webb, che rimasta entusiasta delle idee di Cole lo fece entrare nella Fabian Society
Successivamente all' entrata di Cole nella società, grazie al suo forte carattere e al suo impegno, la Fabian Society si è sempre più avvicinata al mondo politico della Gran Bretagna.
L'accostamento al mondo della politica fu tale che la Fabian Society venne sempre più in contatto con il partito laburista inglese. Così facendo molti politici del partito laburista divennero anche membri della Fabian Society, portando le loro idee anche ad un livello legislativo.
Le principali attività della società consistevano nella promozione degli obiettivi suoi e del partito laburista, attraverso l'informazione, l'educazione per mezzo di riunioni, le conferenze, i gruppi di discussione e le pubblicazioni di libri, opuscoli e periodici.
Successivamente i rapporti tra Cole e la Fabian Society si inasprirono, tanto che lui dichiarò che Sidney e Beatrice Webb, (i membri più influenti della società) erano dei disonesti che lo volevano usare per i loro personali scopi.
La prima rottura tra Cole e la Fabian Society (e soprattutto con Sydney e Beatrice) Webb avvenne dopo il ritorno dei due da un viaggio. Questi infatti trovarono, tra i membri della Fabian Society, un gruppo di giovani ragazzi provenienti dalla Oxford University con a capo Cole e William Mellor. Questo sottogruppo della società stessa attaccava il principi e le pratiche della politica attuata dai coniugi Webb all'interno della Fabian Society.
Successivamente, durante l'inverno del 1912-1913 i coniugi Webb, con l'intenzione di tornare a capo della Fabian Society, suggerirono, alla società che avevano guidato fino ad all'ora, di creare un comitato di inchiesta per il controllo delle industrie, di cui una delle sezioni si occupava di supervisionare il controllo delle industrie da parte delle associazioni dei lavoratori dipendenti.
Il sottogruppo dei ragazzi provenienti dalla Oxford University, cercarono di aumentare il loro numero, reclutando giovani provenienti da altre università, come per esempio Clifford Allen, W. N. Ewer e A. L. Bacharach dell'università di Camgridge e R. Page Arnot dall'università di Glasgow. Questo per cercare di mantenere il controllo sia nella Fabian Society, sia in questo nuovo comitato ideato dagli Webb, che si era sviluppato fuori dalla società. Nella primavera prima della guerra vennero fatte alcune proposte alla Fabian Society, volte far acquisire alla società una politica basata sul controllo e il potere dei lavoratori. Il gruppo dei giovani non era ancora abbastanza forte, però, per paura di perdere il controllo ottenuto, bocciarono decisamente questa proposta di cambiamento, e Cole, in preda alla collera, uscì dalla Fabian Society.
Comunque grazie alla sua dedizione durante gli anni di militanza all' interno della Fabian Society, Cole ne divenne presidente dal 1939 al 1946 e dal 1948 al 1950.

## Socialismo gildista
Il socialismo gildista (Guild Socialism) è un movimento politico sociale creato da Arthur Joseph Penty, un architetto con interessi politici che all'inizio del suo interessamento alle questioni politico-sociali faceva parte della Fabian Society.
Questo movimento venne poi reso noto al grande pubblico dalla personalità di George Douglas Cole e di altri ex membri incontrati all'interno della Fabian Society, come ad esempio A. R. Orage, S. G. Hobson e Bertrand Russell.
Questo è un movimento che si occupava principalmente della gestione delle industrie inglesi. Secondo il pensiero del Guild Socialism gli operai che lavoravano nelle fabbriche, riuniti in sindacati, non dovevano solo occuparsi delle contrattazioni delle loro condizioni di lavoro, ma avrebbero dovuto avere il potere di prendere decisioni fondamentali sul funzionamento della fabbrica stessa, divenendone così gli imprenditori e i lavoratori allo stesso tempo.
Questi gruppi autogestiti di lavoratori avrebbero poi dovuto stipulare direttamente un contratto con il pubblico, cioè con lo Stato stesso. L'attività del Giuld Socialism ebbe un grande impatto soprattutto nei primi due decenni del ventesimo secolo.
Questo pensiero si basa su come era organizzato il lavoro durante il medioevo in Inghilterra, infatti in quel periodo era presente un'autoregolazione e un autogoverno della professione da parte degli artigiani, riuniti in corporazioni di lavoratori. In quel periodo queste corporazioni presero con il tempo molto potere, fino ad arrivare a governare intere città. Ma, per l'ideologia del Guild Socialism questa tradizione di supremazia dei lavoratori venne interrotta dalla corsa, non regolamentata, al profitto e alla produzione, causata dalla rivoluzione industriale.
Questa corrente di pensiero si è sviluppata fortemente nel pensiero degli intellettuali inglesi a causa del contesto politico e sociale che andavano vivendo.
Infatti prima dello scoppio della prima guerra mondiale gli intellettuali concordavano con il programma politico-industriale della Germania, basato sul controllo dell'industria da parte dei privati.
Ma quando l'Inghilterra scese in campo contro la Germania tutti i pensatori inglesi si sentirono in dovere di creare una politica interna ad esclusivo stampo inglese per differenziarsi dalla politica tedesca. Il risultato fu proprio quello del Guild Socialism.
La prima volta che apparve il nome Guild Socialism fu nel 1906 attraverso la pubblicazione dell'articolo La restaurazione del sistema di Gilda di Arthur Joseph Penty. Da quel momento in poi si sono scritti svariati articoli sull'argomento fino ad arrivare a far diventare il Guild Socialism un movimento (e corrente di pensiero) attiva nell'Inghilterra di quegli anni, che voleva dare un input ai sindacati del tempo che secondo il Guild Socialism dovevano cercare di riprendere il potere perduto delle corporazioni medievale di artigiani, in modo da favorire la classe operaia.

## La Lega socialista
La lega socialista fu fondata da Cole nel 1931 con il nome di Society for Socialist Inquiry and Propaganda, conosciuta al tempo con l'acronimo SSIP (solo successivamente venne rinominata lega socialista). Inizialmente aveva come sede la casa di Hampstead della famiglia Cole.
Fu un movimento che vide come membri più influenti William Mellor, Charles Trevelyan, Stafford Cripps, HN Brailsford, DN Pritt, RH Tawney, Frank Wise, David Kirkwood, Clement Attlee, Neil Maclean, Federico Pethick-Lawrence, Alfred Salter, Jennie Lee, Harold Laski, Frank Horrabin, Ellen Wilkinson, Aneurin Bevan, Ernest Bevin, Arthur Pugh, Michael Foot e Betts Barbara.
Tutti questi personaggi erano già noti a Cole, e infatti già la moglie stessa di Cole dichiarò che questi membri ed altri erano stati scelti da lei e da Cole in precedenza per fare parte del Guild Socialism. Il primo lavoro della Lega Socialista fu pubblicato nel 1931 e si intitolava The crisis, scritto da Cole ed Ernest Bevin.
La Lega Socialista si impegnò notevolmente sul campo sociale per promuovere e al contempo svolgere attività di ricerca scientifica per il progresso e non solo, infatti la Società fece anche della propaganda diretta nelle scuole, organizzando diversi incontri, conferenze e discussioni con gli studenti all' interno delle scuole. Proprio come scrisse Ben Pimlott autore del Labour and the left pubblicato nel 1977.
Facendo tutte queste attività, la Società rese sempre più chiaro il suo obiettivo principale sul quale lavorava intensamente, cioè quello di convincere le masse e soprattutto un futuro governo laburista ad attuare delle politiche socialiste. Lo scrittore Pimlott inoltre sostenne a lungo che Cole fosse la figura principale della Lega Socialista e anche dopo la sua uscita infatti continuò a scrivere articoli e documenti su di essa, influenzandone scelte e ideologie che si sviluppavano al suo interno.

## L'impegno politico e il Fronte Unico
Nell'aprile del 1933 Cole, RH Tawney e Frank Wise, scrissero una lettera con la quale esortavano il partito laburista di formare un fronte unito contro il fascismo, con i gruppi politici come il Partito Comunista della Gran Bretagna. Tuttavia, l'idea è stata respinta al congresso del partito di quell'anno. La stessa cosa accadde l'anno successivo. Anche se delusa dalla risposta del partito laburista, la Lega socialista comunicò nel giugno 1935 che non avrebbero più cercato di cambiare delle decisioni radicate all' interno del partito, per non mettere a rischio la loro appartenenza e soprattutto la loro influenza all'interno del partito.
Nonostante questo nel 1936 la Lega Socialista unì le proprie forze con quelle del Partito Comunista della Gran Bretagna.
Nel 31 ottobre dello stesso anno la Lega socialista fu invitata a partecipare alla conferenza antifascista di Whitechapel dove discussero sul modo migliore di trattare con Oswald Mosley, esponente maggiore dell'unione fascista inglese. La Lega socialista era rappresentata da Stafford Cripps e William Mellor, il Partito Comunista della Gran Bretagna da Harry Pollitt e Palme Dutt e il Partito laburista indipendente da James Maxton e Fenner Brockway.
Stafford Cripps fu anche uno dei principali sostenitori del Fronte Unito della Lega socialista con il partito comunista e il partito laburista indipendente. Infatti successivamente lo stesso Cripps disse: "Il partito comunista e il partito laburista indipendente singolarmente non possono rappresentare numeri molto grandi di persone, ma tutti noi insieme, che abbiamo una conoscenza della classe operaia e siamo attivi in tutto il paese siamo tenuti ad ammettere che comunisti e i laburisti hanno svolto e svolgono un ruolo molto importante per queste attività…”..
L'idea del Fronte Unito venne portata ai voti in una conferenza all'inizio del mese di gennaio del 1937, vinse, ma con una maggioranza molto ristretta, infatti ci furono 57 voti favorevoli, 38 voti contrari e 23 astenuti. Pochi giorni dopo l'esecutivo del partito laburista, non d'accordo con l'esito della votazione ha deciso di dissociarsi e allontanarsi dalla Lega Socialista, iniziando a considerare anche un'uscita dei membri della Lega Socialista dal partito, considerazione che si attualizzò nel marzo del 1937: praticamente i dirigenti laburisti espulsero i socialisti. Questo comportò una grande diminuzione delle adesioni alla Lega Socialista, che da 3000 membri iscritti passò ad averne, nel giro di poche settimane, 1600.
Così Cole e altri membri scelsero di sciogliere la Lega Socialista.

## Cronologia delle opere di G. D. H.Cole
1910
- Poems (L'insieme di tutte le poesie di G. D. H. Cole scritte nel 1910, sono state poi raccolte dal volume Oxford poetry, 1910-1913, pubblicato nel 1913 che conteneva anche le poesie di Geoffrey Pomeroy Dennis e Sherard Vines.)

1913
- The world of labour (una discussione su il presente e il futuro dei sindacati inglesi).
- Scrive la prefazione a The social contract di Jean-Jacques Rousseau.
- Viene pubblicato l'opuscolo The Greater Contract. (scritto con la collaborazione di William Mellor).

1914
- New beginnings, una raccolta di versi.

1915
- Labour in wartime (pubblicato dalla casa editrice G. Bell & sons. Il libro originale viene conservato all'università del Michigan).

1917
- Self-government in industry (pubblicato dalla London, G. Bell, tratta delle politiche interne su il lavoro, durante e dopo la prima guerra mondiale. Soffermandosi particolarmente sulla funzione delle corporazioni di lavoratori).
- Trade unionism on the railways (scritto con la collaborazione di Robert Page Arnot, pubblicato dalla casa editrice G. Allen & Unwin, con la collaborazione del Fabian Research Department di Westminster).

1918
- An introduction to trade unionism (pubblicato dalla University of Michigan Library, e ripubblicato nel 1924 con il titolo Organised labour).
- The payment of wages, a study in payment by results under the wage-system (pubblicato dal Labour Research Department di Westminster).
- Labour in the commonwealth, a book for the younger generation (pubblicato dalla casa editrice London, Headley bros.).

1919
- Scrive la prefazione di Guilds in the middle ages, scritto da Georges Renald e pubblicato dalla casa editrice G. Bell and sons.

1920
- Social theory (pubblicato dalla casa editrice Methuen).
- Chaos and order in industry (pubblicato dalla casa editrice F.A. Stokes co. Pub., tratta delle motivazioni che portano gli operai a scioperare e della gestione delle industrie attraverso le corporazioni).
- Guild socialism restated

1921
- The future of local government (pubblicato dalla casa editrice Cassell and Company, tratta delle politiche economiche interne dell'Inghilterra).
- The bolo book (una raccolta di versi scritta in collaborazione con la moglie Margaret Cole).

1922
- Scrive la prefazione a Labour defended di T. Hodgkin.

1923
- Out of work: an introduction to the study of unemployment (pubblicato dalla casa editrice Labour Publishing Co.).
- Rents, rings and houses (scritto in collaborazione con la moglie Margaret Cole, pubblicato dalla casa editrice Labour Publishing Co.).
- Trade unionism in munitions (pubblicato dalla casa editrice Clarendon Press).
- Labour in the coalmining industry (pubblicato dalla casa editrice Clarendon Press, tratta della situazione di disagio economico e lavorativo che vivevano i minatori inglesi).
- Workshop organisation (pubblicato dalla casa editrice Clarendon Press, tratta dell'importanza della rappresentanza dei dipendenti nella gestione di un'industria).
- The brooklin murders (un romanzo thriller scritto da G. D. H. Cole, pubblicato dalla casa editrice W. Collins Sons & Co.).

1924
- The life of William Cobbet (pubblicato dalla casa editrice W. Collins Sons & Co., all'interno si trova una prefazione di F. E. Green).

1925
- The life of Robert Owen (pubblicato dalla casa editrice The Macmillan Company).
- Short history of the workingclass movement, vol. I (pubblicato dalla casa editrice G. Allen & Unwin).
- Death of a millionaire (un romanzo thriller scritto da G. D. H. Cole, scritto con la collaborazione della moglie Margaret Cole e pubblicato dalla casa editrice The White House).

1926
- The blatchington tangle (un romanzo thriller scritto da G. D. H. Cole, scritto con la collaborazione della moglie Margaret Cole e pubblicato dalla casa editrice The Macmillan Company).
- Short history of the workingclass movement, vol. II (pubblicato dalla casa editrice G. Allen & Unwin).
- The striker stricken (è un'operetta rimasta non pubblicata).

1927
- Short history of the workingclass movement, vol. III (pubblicato dalla casa editrice G. Allen & Unwin).
- The economic system (è un libro di testo universitario).
- Scrive la prefazione del libro Peter Porcupine di William Cobbett.
- The ormond Poets (sono una serie di sedici volumi composti da poesie selezionate da G. D. H. Cole con la collaborazione della moglie Margaret Cole, i volumi sono stati 	pubblicati dalla casa editrice Noel Douglas).

1928
- The man from the river (un romanzo thriller scritto da G. D. H. Cole con la collaborazione della moglie Margaret Cole, pubblicato dalla casa editrice The Macmillan Company).
- Superintendent Wilson's holiday (un breve racconto scritto con la collaborazione della moglie Margaret Cole, pubblicato dalla casa editrice Payson and Clarke).
- Scrive la prefazione a Tour through the whole island of Great Britain di Daniel Defoe.
- Scrive la prefazione a New view of society di Robert Owen.

1929
- The next ten years in british social and economic policy (pubblicato dalla casa editrice The Macmillan Company).
- literature and politics.

1930
- Gold, credit and unemployment (pubblicato dalla casa editrice Allen & Unwin, tratta della politica monetaria interna ed estera).
- Corpse in canonicals (un romanzo thriller scritto con la collaborazione della moglie Margaret Cole, pubblicato dalla casa editrice W. Collins Sons & Co.).
- Scrive la prefazione alla ristampa di Il capitale vol. I di Karl Marx.

1931
- The great southern mystery (un romanzo thriller scritto con la collaborazione della moglie Margaret Cole, pubblicato dalla casa editrice W. Collins Sons & Co.).
- The crisis (un opuscolo del giornale New Statesman, scritto con la collaborazione di Ernest Bevin).
- Scrive la prefazione di Rural riders di William Cobbett con la collaborazione della moglie Margaret Cole.

1932
- British trade and industry, past and future (pubblicato dalla casa editrice The Macmillan Company).
- Economic tracts for the times (è una raccolta di documenti che trattano della storia dell'economia inglese, è stata pubblicata dalla casa editrice The Macmillan Company).
- The intelligent man's guide through world chaos (pubblicato dalla casa editrice Victor Gollancz).

1933
- A lesson in crime (un breve racconto scritto con la collaborazione della moglie Margaret Cole).
- The intelligent man's guide to europe to-day (pubblicato dalla casa editrice Victor Gollancz).
- Scrive la prefazione di What everyone wants to know about money.
- The affair at aliquid (un romanzo thriller scritto da G. D. H. Cole con la collaborazione della moglie Margaret Cole).
- The crooked world (una raccolta di versi pubblicati dalla casa editrice).
- The end of an ancient mariner (un romanzo thriller scritto da G. D. H. Cole con la collaborazione della moglie Margaret Cole, pubblicato dalla casa editrice W. Collins Sons & Co.).

1934
- Scrive la prefazione di Selected works di William Morris.
- What marx really meant (ripubblicato nel 1948 con il titolo di The meaning of marxism).
- Studies in world economics (una raccolta di saggi sull'economia).
- Guide to modern politics (scritto con la collaborazione della moglie Margaret Cole).

1935
- Big business murder (un romanzo thriller scritto da G. D. H. Cole con la collaborazione della moglie Margaret Cole, pubblicato dalla casa editrice Doubleday).
- Principles of economic planning (pubblicato dalla casa editrice the Macmillan and Company).
- Dr tancred begins (un romanzo thriller scritto da G. D. H. Cole con la collaborazione della moglie Margaret Cole, pubblicato dalla casa editrice W. Collins Sons & Co.).
- The simple case for socialism (pubblicato dalla casa editrice Victor Gollancz).

1936
- Last will and testament (un romanzo thriller scritto da G. D. H. Cole con la collaborazione della moglie Margaret Cole, pubblicato dalla casa editrice W. Collins Sons & Co.).

1937
- The condition of britain (scritto con la collaborazione della moglie Margaret Cole, pubblicato dalla casa editrice Victor Gollancz).
- Disgrace to the college (un romanzo thriller scritto da G. D. H. Cole con la collaborazione della moglie Margaret Cole, pubblicato dalla casa editrice W. Collins Sons & Co.).
- The people's front (pubblicato dalla casa editrice Victor Gollancz).
- The brothers sackville (un romanzo thriller scritto da G. D. H. Cole con la collaborazione della moglie Margaret Cole, pubblicato dalla casa editrice The Macmillan company).
- Practical Economics (un libro che mette a confronto l'economia dell'Inghilterra con quella degli USA, dell'unione sovietica, dell'Italia e della Germania).
- The missing aunt (un romanzo thriller scritto da G. D. H. Cole con la collaborazione della moglie Margaret Cole, pubblicato dalla casa editrice The Macmillan company).
- Scrive la prefazione a Letters from William Cobbett to Edward Thornton.

1938
- Persons and periods (una raccolta di saggi).
- Off with her head (un romanzo thriller scritto da G. D. H. Cole con la collaborazione della moglie Margaret Cole, pubblicato dalla casa editrice W. Collins Sons & Co.).
- Socialism in evolution.
- The common people (scritto con la collaborazione di Raymond Postgate)

1939
- Double blackmail (un romanzo thriller scritto da G. D. H. Cole con la collaborazione della moglie Margaret Cole, pubblicato dalla casa editrice The Macmillan company).
- Plan for democratic britain (pubblicato dalla casa editrice Labour Book Service)
- British trade unionism to-day (pubblicato dalla casa editrice Victor Gollancz).

1940
- Murder at the munition works (un romanzo thriller scritto da G. D. H. Cole con la collaborazione della moglie Margaret Cole, pubblicato dalla casa editrice W. Collins Sons & Co.).
- Wilson and some others (una serie di brevi racconti scritti con la collaborazione della moglie Margaret Cole).

1941
- My dear Churchill (pubblicato dalla casa editrice Victor Gollancz).
- British working class politics (pubblicato dalla casa editrice G. Routledge & sons).
- Chartist portraits (una raccolta di saggi pubblicata dalla casa editrice The Macmillan company).
- Europe, russia and the future (pubblicato dalla casa editrice The Macmillan company).
- James Keir Hardie (un opuscolo sulla vita di James Keir Hardie, un membro della Fabian Society).

1942
- Toper's end (un romanzo thriller scritto da G. D. H. Cole con la collaborazione della moglie Margaret Cole, pubblicato dalla casa editrice The Macmillan company).
- Great Britain in the post-war world (pubblicato dalla casa editrice Left Book Club).
- Richard Carlile (un opuscolo sulla vita di Richard Carlile, un membro della Fabian Society).

1943
- Fabian socialism (pubblicato dalla casa editrice G. Allen & Unwin).
- The means to full employment (pubblicato dalla casa editrice Victor Gollancz).
- John Burns (un opuscolo sulla vita di john burns, un membro della Fabian Society).

1944
- Money-its present and future (ripubblicato nel 1945 con il titolo Money, Trade and Investment).
- The opinions of William Cobbett (scritto con la collaborazione della moglie Margaret Cole).

1945
- Building and planning (pubblicato dalla casa editrice Cassell).
- A century of co-operation (pubblicato dalla casa editrice G. Allen & Unwin).

1947
- The intelligent man's guide to the post-war world (pubblicato dalla casa editrice Victor Gollancz).
- Local and regional government (pubblicato dalla casa editrice Cassell).
- Samuel Butler (pubblicato dalla casa editrice Home & Van Thal).

1948
- A history of the labour party from 1914 (pubblicato dalla casa editrice Routledge & Kegan).

1950
- Essays in social theory (una raccolta di documenti pubblicata dalla casa editrice The Macmillan company).
- Socialist economics (pubblicato dalla casa editrice Victor Gollancz).
- Scrive la prefazione di The essential Samuel Butler di Smuel Butler.

1951
- The british co-operative movement in a socialist society (pubblicato dalla casa editrice Allen & Unwin).
- Scrive la prefazione di Select documents illustrating british working-class history, con la collaborazione di A. W. Filson.

1952
- Introduction to economic history (pubblicato dalla casa editrice The Macmillan company).

1953
- History of socialist thought vol. I, the forerunners (pubblicato dalla casa editrice The Macmillan company).
- Attempts at general union (pubblicato dalla casa editrice The Macmillan company).

1954
- History of socialist thought vol. II, Marxism and anarchism pubblicato dalla casa editrice The Macmillan company).

1955
- Studies in class structure (una raccolta di saggi pubblicata dalla casa editrice Routledge and Paul).

1956
- History of socialist thought vol. III, the second international (pubblicato dalla casa editrice The Macmillan company).
- The post-war condition of Britain (tratta della condizione economica inglese dopo la guerra, è stato pubblicato dalla casa editrice F.A. Praeger).
- World socialism restated (opuscolo pubblicato nel giornale New Statesman).

1957
- The case for industrial partnership (pubblicato dalla casa editrice The Macmillan company).

1958
- History of socialist thought vol. IV, communism and social democracy (pubblicato dalla casa editrice The Macmillan company).

1960
- History of socialist thought vol. V, socialism and fascism (pubblicato dalla casa editrice The Macmillan company).